# ACS-100 Sora
ACS-100 Sora (sprva ACS-100 Triathlon) je dvosedežno lahko športno letalo brazilskega proizvajalca Advanced Composites Solutions. Sora je razvita iz CB-10 Triathlona, ki ga je zasnoval Cláudio Barros iz univerze Minas Gerais. 
Sora ima nizkonameščeno kantilever krilo, ki je grajeno povsem iz kompozitnih materialov. Tricikel pristajalno podvozje je fiknso, je pa možna tudi uvlačljiva verzija.
Sora lahko izvaja akrobatske manevre v razponu +6g do -4g.
Letalo je prvič poletelo leta 2008.

## Specifikacije(ACS-100)
Podatki iz 
Splošne značilnosti
- Posadka: 1
- Število sedežev: 1 potnik
- Dolžina: 6,5 m (21 ft 4 in)
- Razpon kril: 7,5 m (24 ft 7 in)
- Površina kril: 8,7 m2 (94 sq ft)
- Teža praznega letala: 350 kg (772 lb)
- Bruto teža: 600 kg (1.323 lb)
- Pogon letala: 1 × Rotax 912S , 74 kW (99 hp)

Zmogljivost
- Maks. hitrost: 340 km/h (211 mph; 184 kn)